# Lucas 4

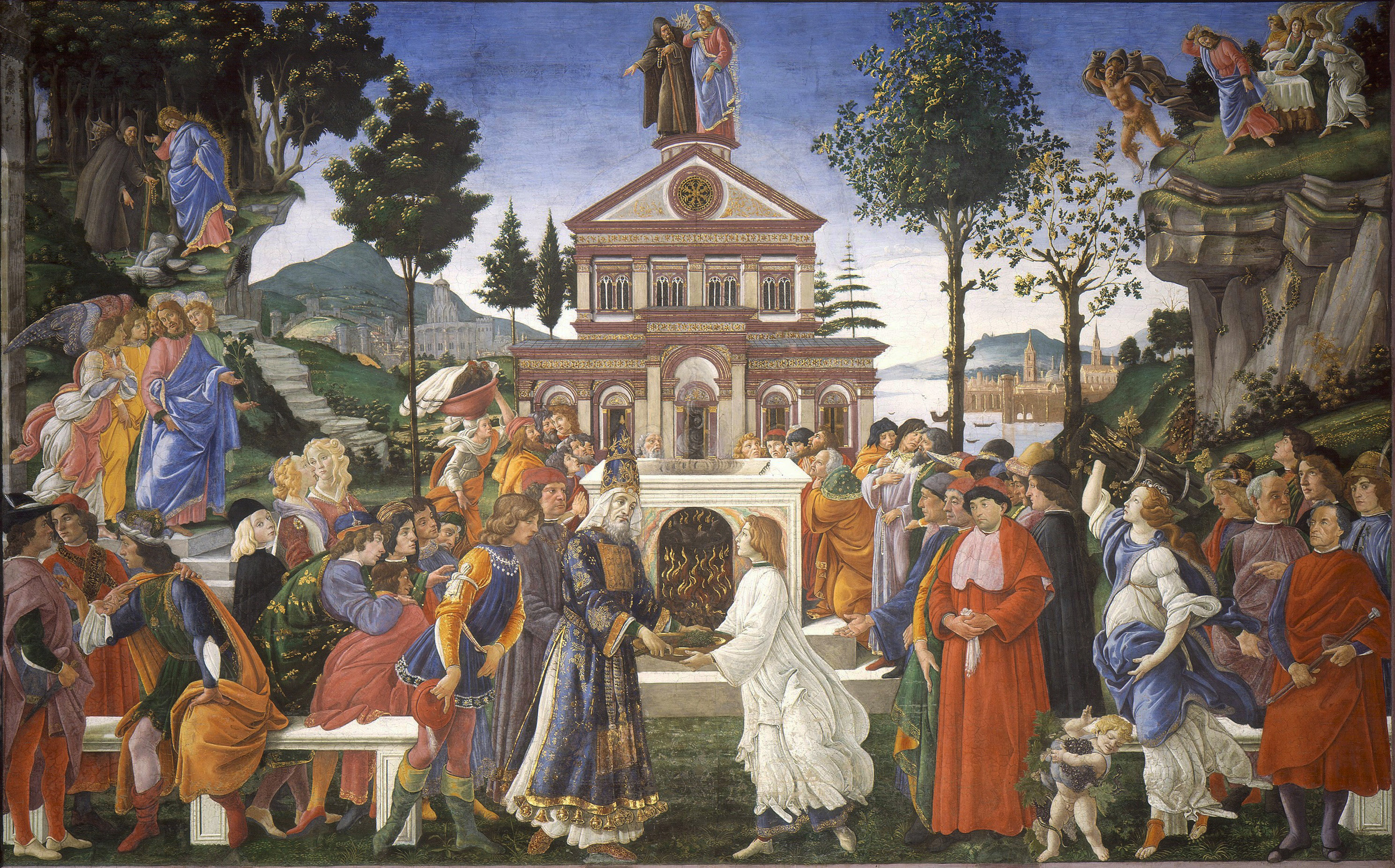
As três tentações de Cristo, o principal evento deste capítulo.
1481-82. Por Sandro Botticelli, na Capela Sistina, Vaticano.

Lucas 4 é o quarto capítulo do Evangelho de Lucas no Novo Testamento da Bíblia. Ele relata as três tentações de Jesus, sua rejeição em Nazaré e o início de sua missão.

## Três tentações
Jesus, como relatado também em Marcos 1 e Mateus 4, viaja para o deserto depois de seu batismo e jejua por quarenta dias. Lá, é confrontado por Satã, que o tenta por três vezes.
Na primeira, Satã ordena que ele transforme pedras em pães para saciar a fome. Jesus responde que «Está escrito que não só de pão viverá o homem» (Lucas 4:4), uma referência a Moisés no Deuteronômio (Deuteronômio 8:3). Em seguida, Satã lhe mostra «todos os reinos do mundo» (Lucas 4:5) e promete que Jesus poderá tê-los todos se se ajoelhar e adorá-lo. Jesus responde «Está escrito: Ao Senhor teu Deus adorarás, e só a ele darás culto» (Lucas 4:8), uma nova referência ao Deuteronômio (Deuteronômio 6:13). Finalmente, Satã o leva para o alto do Templo de Jerusalém e cita-lhe Salmos 91:11–12 como um critério de um teste do favorecimento divino, ao que Jesus responde «Dito está que não tentarás o Senhor teu Deus» (Lucas 4:12), uma referência a Deuteronômio 6:16.

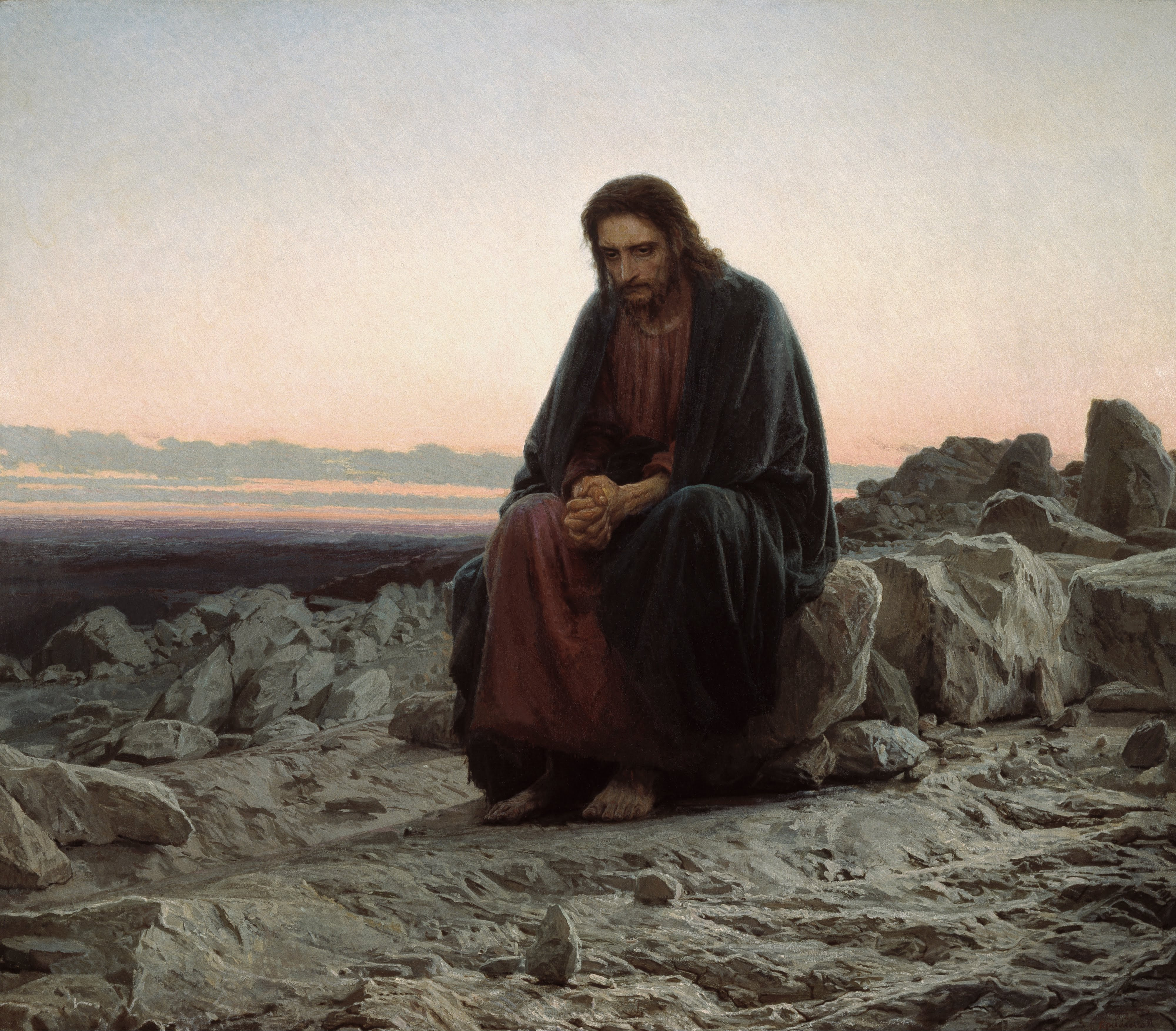
Jesus sozinho no deserto.
1872. Por Ivan Kramskoi, atualmente na Galeria Tretyakov, em Moscou.

Este episódio aparece em Mateus 4:1–11, mas ali as duas últimas tentações aparecem em ordem inversa. É bastante provável que esta história seja originária do documento Q se esta hipótese estiver correta e uma possibilidade é que as cópias de Lucas e de Mateus diferissem nesta ordem, que é, de qualquer maneira, um desafio para a crítica redacional evangélica. Não se sabe se a versão original em Q apresentava a ordem como está em Lucas e Mateus a alterou para que o episódio terminasse numa montanha, um tema recorrente em seu evangelho (como Mateus 5:1–31 e Mateus 28:16) ou se Lucas o alterou para que as tentações terminassem em Jerusalém, que é onde seu evangelho termina (Lucas 24:31). A maior parte dos estudiosos acreditam nesta segunda hipótese, ou seja, que a ordem em Mateus seria a original de Q.
Lucas segue o relato afirmando que Satão deixou Jesus «ocasião oportuna» (Lucas 4:13). Ele aparecerá novamente em Lucas 22, entrando em Judas Iscariotes para fazê-lo trair Jesus, e, segundo Brown, em Lucas 22:53, quando Jesus diz aos sacerdotes que o prendiam que "esta é a vossa hora e o poder das trevas".

## Rejeição em Nazaré
Jesus, diz Lucas, seguiu pregando em muitas sinagogas e foi para Nazaré. Durante um sabá, ele se levantou e leu um trecho de Isaías (Isaías 61:1–2), colocando-se como a realização desta profecia. O povo ficou impressionado, mas Jesus os admoesta: «Em verdade vos afirmo que nenhum profeta é aceito na sua terra.» (Lucas 4:24) Ele conta como, na época de Elias, apenas uma mulher de Sídon foi salva e, na época de Eliseu, uma síria foi curada. Enraivecido, o povo o ataca e o persegue para o alto de um morro e tenta atirá-lo de lá, mas Jesus consegue escapar. Há muitos morros em Nazaré e nas proximidades, indicando que Lucas conhecia a área. Este evento é, embora com palavras diferentes, o mesmo evento narrado em Marcos 6 (Marcos 6:1–6) e Mateus 13 (Mateus 13:53–58).

## Ensinando e curando
Jesus segue dali para Cafarnaum e exorciza um homem numa sinagoga, o primeiro dos 21 milagres de Jesus relatados por Lucas. Ele vai também à casa de Simão Pedro e cura sua sogra doente. Segundo Marcos 1, este evento acontece somente depois de Jesus ter chamado seus discípulos, o que, em Lucas, acontece apenas no capítulo seguinte. O milagre da sogra está ainda em Mateus 8 (Mateus 8:14–15).
Ele segue curando mais, incluindo o chamado exorcismo ao pôr-do-sol, e depois se retira para o deserto para rezar sozinho. O povo o segue, mas Jesus pede-lhes que o encontrem nas cidades vizinhas e segue viajando e pregando. Esta seção (Lucas 4:31–44) é quase idêntica a Marcos 1:21–29 e, numa versão resumida, está presente também em Mateus 8:14–16.